# 合作经济学
合作经济学（英語：Cooperative economics或co-operative economics）是经济学的一个分支，结合合作社研究与政治经济学，应用于合作社的研究和管理。